# 9e Minling Khenchen Rinpoché
Le 9e Minling Khenchen Rinpoché est la réincarnation de la lignée Minling Kenrab, co-administrateur du monastère de Mindrolling et abbé en chef responsable du Collège Ngagyur Nyingma en Inde, maître du Vajrayana, érudit et enseignant.

## Contexte général
Mindrolling, fondé dans la vallée de Drachi au Tibet central en 1676 par Terdag Lingpa, est à l'origine l'un des six principaux monastères Nyingma du Tibet. Les détenteurs de la lignée Mindrolling sont traditionnellement des descendants successifs de ce fondateur. Après le soulèvement tibétain de 1959, les grands maîtres de cette tradition fuirent en Inde et le siège de la lignée Mindrolling est alors rétabli près de Dehra Dun dans l'Uttaranchal en Inde. Il abrite aujourd'hui l'un des cinq plus grands collèges scientifiques bouddhistes existants, sous la direction de l'actuel détenteur de la lignée Khenrab, Minling Khenchen Rinpoché, qui est également l'un des deux administrateurs actuels du monastère de Mindrolling. 

## Réincarnations
Selon le bouddhisme tibétain, Jigmey Namgyal est la 9e réincarnation de la lignée de Minling Khenchen dont l'origine remonte à 360 ans, né en 1970 dans la vallée de Drachi au Tibet central . Il a été reconnu comme la réincarnation du 8e Minling Khenchen Rinpoché, Ngawang Khentse Norbu, par le 14e dalaï-lama, le 16e karmapa et Lhatog Rinpoché. Né dans la lignée Mindrolling, Jigmey Namgyal, également connu sous le nom de Khenchen Rinpoché, est issu de maîtres exceptionnels qui ont détenu cette lignée dans le passé tels que Lochen Dharmashri, Gyalsay Tenpai Nyima et le précédent Minling Khenchen.

## Maîtres
Khenchen Rinpoché a été encadré par des maîtres tibétains dont le 14e dalaï-lama, son oncle le 11e Minling Trichen Rinpoché, Dilgo Khyentse Rinpoché, Trulshik Rinpoché, Penor Rinpoché, le 16e karmapa et Tulku Urgyen Rinpoché.

## Le Collège Ngagyur Nyingma

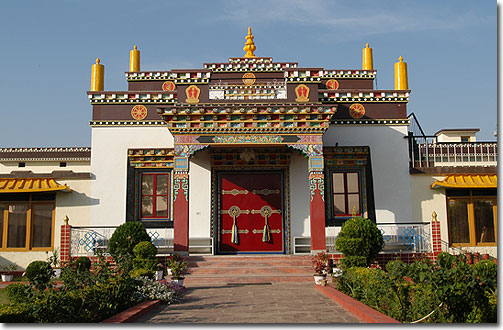
Collège Ngagyur Nyingma au monastère de Mindrolling

Le Collège Ngagyur Nyingma (Université des Cinq Sciences) est un institut d'études bouddhistes avancées pour la préservation de la lignée et la diffusion du Dharma du Bouddha. En 1991, le collège, l'un des plus grands d'Inde, a été inauguré par le dalaï-lama. En tant que responsable, Khenchen Rinpoché préside cet institut, à la tête d'une équipe de Khenpos (un diplôme spirituel délivré dans le bouddhisme tibétain après une période de 9 à 15 ans d'études intensives et considéré comme l'équivalent d'un doctorat spirituel. ).

## Affiliations
Khenchen Rinpoché est « l'abbé en chef en charge » du Collège Ngagyur Nyingma du monastère de Mindrolling, présidant l'administration, l'éducation et les disciplines du Collège Ngagyur Nyingma de Mindrolling. Il est le fondateur du Eastern Sun Group et, à la suite de la fusion mutuelle de deux groupes, est maintenant conseiller spirituel de la célèbre organisation caritative connue sous le nom d'Association des bouddhistes laïcs du Eastern Sun Group à Taiwan. En tant que vice-président du Grand Monlam Nyingma  (Prières pour la paix mondiale), organisé chaque année à Bodhgaya en Inde, Khenchen Rinpoché est le sponsor de l'événement Nyingma pour 2008, 2010 et 2012. Rinpoché continue d'enseigner intensivement en Asie, en Europe et dans le Nord. Amérique.

## Projets
Des projets dépendent de Khenchen Rinpoché dont la récente reconstruction des quartiers d'habitation des moines qui deviennent dangereusement inhabitables. Les autres projets caritatifs de Rinpoché, soutenus par les contributions et les dons de ses sympathisants, comprennent le parrainage du Monlam pour 2012 ; le centre de retraite bouddhiste qui est situé à Thimphou au Bhoutan et comprendra un total de dix salles et une salle de sanctuaire ; la bibliothèque du Collège Ngagyur Nyingma en mémoire de la célèbre bibliothèque de Mindrolling au Tibet ; et « Project Hope », qui sera une école de vingt salles de classe visant à élever les enfants orphelins et défavorisés dans et autour de la région de Dehradun dans l'Uttaranchal en Inde.

## Prix

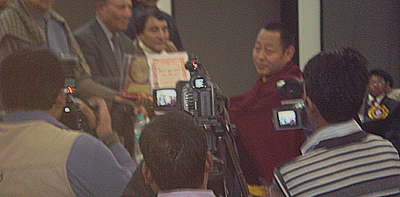
Minling Khenchen Rinpoché reçoit un prix

Khenchen Rinpoché a reçu le prix Bharat Jyoti, le prix Bharat Gaurav (fierté de l'Inde) et le prix du certificat d'excellence pour ses services, ses performances et ses responsabilités.